# Klyxum utinomii
Klyxum utinomii is een zachte koraalsoort uit de familie Alcyoniidae. De koraalsoort komt uit het geslacht Klyxum. Klyxum utinomii werd in 1971 voor het eerst wetenschappelijk beschreven door Verseveldt. 